# Neal Huff
Neal Huff (New York) is een Amerikaans acteur.

## Biografie
Huff heeft gestudeerd aan de New York University en haalde daar zijn master of fine arts.

## Filmografie

### Films
Uitgezonderd korte films.
- 2023: The Magnificent Meyersons - als pastoor Joe
- 2022: Causeway - als neuropsycholoog
- 2019: Waves - als Bill
- 2018: Beyond the Night - als pastor Hirsch
- 2018: Radium Girls - als dr. Flint
- 2018: All Square - als Bill
- 2018: Beirut - als Ernie
- 2018: Monsters and Men - als Scout
- 2017: The Post - als Thomas Winship
- 2017: Beach Rats - als Joe
- 2016: Split - als mr. Benoit
- 2016: Lovesong - als cowboy Neal
- 2015: No Letting Go - als James
- 2015: Spotlight - als Phil Saviano
- 2015: The Wannabe - als rechter Glasser
- 2015: Nasty Baby - als galerie eigenaar
- 2014: The Sisterhood of Night - als Tom
- 2014: Runoff - als Frank
- 2014: The Grand Budapest Hotel - als luitenant
- 2013: Doomsdays – als Ron
- 2012: Moonrise Kingdom – als Jed
- 2012: Jack and Diane – als passagier
- 2012: Why Stop Now? – als Dave Epstein
- 2010: Vanishing on 7th Street – als verslaggever in Chicago
- 2010: Meek's Cutoff – als William White
- 2010: Monogamy – als Dr. Gleeman
- 2009: Motherhood – als vader
- 2007: Michael Clayton – als metgezel
- 2006: The Good Shepherd - als officier
- 2006: Bernard and Doris – als dinergast
- 2006: Stephanie Daley – als Mr. Thomas
- 2004: Poster Boy – als Marcus
- 2002: Hollywood Ending – als ??
- 2000: Happy Accidents – als artiest
- 1999: Big Daddy – als klant
- 1997: What Happened to Bobby Earl? – als Michael Earl
- 1997: Love Walked In – als Howard
- 1996: Hitting the Ground – als Howard
- 1993: The Wedding Banquet – als Steve

### Televisieseries
Uitgezonderd eenmalige gastrollen.
- 2023 A Murder at the End of the World - als vader van Darby - 2 afl.
- 2021 The Sinner - als Sean Muldoon - 8 afl.
- 2021 Mare of Easttown - als pastoor Dan Hastings - 6 afl.
- 2016 - 2018 Falling Water - als Nicholas - 8 afl.
- 2017 The Mist - als dr. Bailey - 2 afl.
- 2016 - 2017 The Affair - als mr. Guttman - 2 afl.
- 2015 Show Me a Hero - als Brian Heffernan - 3 afl.
- 2009 – 2012 Fringe – als Marshall Bowman – 2 afl.
- 2006 – 2008 The Wire – als Michael Steintorf – 12 afl.
- 2006 – 2007 Six Degrees – als Harry Kimble – 3 afl.
- 2005 Starved – als Randy – 3 afl.

## TheaterwerkBroadway
- 2018 - 2019 To Kill a Mockingbird - als Link Deas
- 2018 The Iceman Cometh - als Willie Oban
- 2003  2004 Take Me Out - als Kippy Sunderstrom
- 1999 The Lion in Winter - als Geoffrey
- 1995 The Tempest - als Adrian